# Campeonato Panamericano de Clubes de 1993
El Campeonato Panamericano de Clubes de 1993 fue la primera edición de este torneo. 
Se disputó en Quito.
El campeón de esta edición fue Franca/Cosesp (Brasil).

## Equipos participantes
| País               | Equipo                      |
| ------------------ | --------------------------- |
| Argentina 1 cupo   | Asociación Deportiva Atenas |
| Brasil 1 cupo      | Franca/Cosesp               |
| Canadá 1 cupo      | Hamilton                    |
| Cuba 1 cupo        | Selección de Cuba           |
| Ecuador 1 cupo     | Adidas                      |
| México 1 cupo      | Indios                      |
| Puerto Rico 1 cupo | Ponce                       |